# Hecalus fuscovittatus
Hecalus fuscovittatus är en insektsart som beskrevs av Morrison 1973. Hecalus fuscovittatus ingår i släktet Hecalus och familjen dvärgstritar. Inga underarter finns listade i Catalogue of Life.